# Lena Rohrbach
Lena Rohrbach (* 1978 in Rüsselsheim) ist eine deutsche Skandinavistin.

## Leben
Von 1998 bis 2003 studierte sie an den Universitäten Mainz, Bochum und Oslo (Magister Artium in Skandinavistik, Politikwissenschaften und öffentliches Recht). Nach der Promotion 2007 im Fach Nordische Philologie an der Friedrich-Alexander-Universität Erlangen-Nürnberg war sie von 2009 bis 2016 Juniorprofessorin für Skandinavistik/Mediävistik am Nordeuropa-Institut der Humboldt-Universität zu Berlin. Von 2016 bis 2017 war sie dort Professorin für Skandinavistik/Mediävistik. Seit 2017 ist sie ordentliche Professorin für Nordische Philologie an den Universitäten Zürich und Basel (Doppelprofessur).

## Publikationen (Auswahl)

### Monographien
- Der tierische Blick. Mensch-Tier-Relationen in der Sagaliteratur. (Beiträge zur nordischen Philologie 43). Tübingen 2009.

### Herausgeberschaften
- Deutsch-isländische Beziehungen. Festschrift für Hubert Seelow zum 70. Geburtstag. Hg. gemeinsam mit Sebastian Kürschner. (Berliner Beiträge zur Skandinavistik 24). Berlin 2018.
- The Power of the Book. Medial Approaches to Medieval Nordic Legal Manuscripts. (Berliner Beiträge zur Skandinavistik 19). Berlin 2014.

### Artikel
- „Weibliche Stimmen - männliche Sicht. Rekalibrierungen von Gender und Genre in der Ólafs saga Þórhallasonar“. In: Anna Katharina Heiniger, Rebecca Merkelbach, Alexander Wilson (Hg.): Þáttasyrpa. Studien zu Literatur, Kultur und Sprache in Nordeuropa. (Beiträge zur Nordischen Philologie 72). Tübingen: Francke 2022, 257–265.
- „Romanhaftwerdungen. Isländische Prosaliteratur der späten Vormoderne, Mikhail Bakhtin und Ansätze einer historisch-mediologischen Narratologie“. In: Medialität. Historische Perspektiven. Newsletter 23 (2021), 14–19.
- „The Persistence of the Humanistic Legacy. Concepts of Authorship and Textuality in Konungasögur Studies“. In: Stefanie Gropper/Lukas Rösli (Hg.): In Search of the Culprit. Aspects of Medieval Authorship. Berlin/Boston: de Gruyter 2021, 141–174.
- „Olavifications. Spatial and Temporal Formations of Trondheim as a Memory Place“. In: Jürg Glauser, Pernille Hermann (Hg.): Myth, Magic, and Memory in Early Scandinavian Narrative Culture. Studies in Honour of Stephen A. Mitchell. (Acta Scandinavica 11). Turnhout: Brepols 2021, 255–270.
- „Dänemark um 1500. Gelehrte Inszenierungen der Macht“. In Christian Kiening / Martina Stercken (Hg.): Medialität. Historische Konstellationen. Kompendium. (Medienwandel - Medienwechsel - Medienwissen 42). Zürich: Chronos 2019, 235–245.